# Agathia minuta
Agathia minuta är en fjärilsart som beskrevs av Druce 1911. Agathia minuta ingår i släktet Agathia och familjen mätare. Inga underarter finns listade i Catalogue of Life.